# 80미터 허들
80미터 허들(80 metres hurdles)은 허들이 놓여 있는 80미터를 빨리 달리는 육상 경기 시합이다.
1972년 하계 올림픽부터 이 경기는 영구적으로 100미터 허들로 대체되었다.

## 관련 선수
- 베이브 디드릭슨
- 셜리 스트리클랜드

## 같이 보기
- 100미터 허들